# Seksta rima
Seksta rima (šp. sexta rima) je nastala u Italiji u periodu baroka (šp. barroco) (mada tad nije dostigla veliku slavu) za razliku od neoklasicizma (šp. Neoclassicismo), kada dostize punu moć. Koristila se sve do modernizma (šp. Modernismo). Seksta rima je jedna vrsta seksteta (šp. sexteto), takođe poznatog kao sekstina real (šp. sextina real). To je u stvari oktava real bez prva dva stiha koju čine jedanaesterci čija se prva četiri stiha rimuju ukrštenom (šp. encadenada) rimom, a poslednja dva parnom. Šema rime je A B A B C C.

## Primer
-{A un ciego le decía un linajudo:

"Todos mis ascendientes héroes fueron."

Y respondiole el ciego: "No lo dudo;

yo sin vista nací: mis padres vieron."

No se envanezca de su ilustre raza

quien pudo ser melón y es calabaza.}-